# Siméon Aké
Pour les articles homonymes, voir Aké.
Siméon Aké, né le 4 janvier 1932 et mort le 8 janvier 2003, est un diplomate, ambassadeur et homme politique ivoirien, qui fut ministre des Affaires étrangères de la Côte d’Ivoire.

## Biographie
Né le 4 janvier 1932 à Bingerville, Siméon Aké étudie le droit à l'université de Dakar au Sénégal dont il est diplômé en 1957. En 1958, il est obtient un diplôme d’études supérieures de droit public de la faculté de droit et des sciences économiques de l'université de Grenoble.
Siméon Aké commence sa carrière administrative en tant que chef de cabinet du ministre de la fonction publique, de 1959 à 1961, lorsque la Côte d'Ivoire accède à l'indépendance. De mars 1961 à mars 1963, il occupe la fonction de premier conseiller de la délégation ivoirienne auprès des Nations unies. Puis de 1963 à 1964, Siméon Aké est directeur du protocole d'État.
En avril 1964, il est nommé ambassadeur extraordinaire et plénipotentiaire de Côte d'Ivoire auprès du Royaume-Uni et des royaumes de Suède, du Danemark et de Norvège. Il occupe ce poste, en résidence à Londres, jusqu'en août 1966. En septembre 1966, en remplacement d'Arsène Usher Assouan devenu ministre des Affaires étrangères, il est nommé ambassadeur extraordinaire et plénipotentiaire, représentant permanent de la Côte d'Ivoire auprès des Nations unies ; poste qu'il occupe plus d'une décennie, jusqu'en juillet 1977. À ce titre, il a été successivement élu vice-président du conseil du Programme des Nations unies pour le développement (PNUD), vice-président puis président du Conseil économique et social des Nations unies (CESNU) et président de la commission de visite des Nations unies au Sahara espagnol en 1975.
En 1977, Siméon Aké est nommé ministre des Affaires étrangères de Côte d'Ivoire, dans le dixième gouvernement de Félix Houphouët-Boigny. Il reste en poste plus de 13 ans, au sein de six gouvernements consécutifs, jusqu’en novembre 1990.
À partir de 1975, il est également membre du comité directeur et du bureau politique du Parti démocratique de Côte d'Ivoire (PDCI).
Siméon Aké meurt le 8 janvier 2003 à Abidjan.

## Distinctions
- Commandeur de l'ordre national de la république de Côte d’Ivoire.
- Commandeur de l'ordre de Saint-Grégoire-le-Grand (Vatican).
- Grand officier de l'ordre nationale de la Légion d'honneur (France).

## Fonctions ministérielles
- Ministre des Affaires étrangères dans le gouvernement Houphouët-Boigny X, du 27 juillet 1977 au 16 février 1978
- Ministre des Affaires étrangères dans le gouvernement Houphouët-Boigny XI, du  16 février 1978 au 2 février 1981
- Ministre des Affaires étrangères dans le gouvernement Houphouët-Boigny XII, du 2 février 1981 au 18 novembre 1983
- Ministre des Affaires étrangères dans le gouvernement Houphouët-Boigny XIII, du 8 novembre 1983 au 10 juillet 1986
- Ministre des Affaires étrangères dans le gouvernement Houphouët-Boigny XIV, du 10 juillet 1986 au 16 octobre 1989
- Ministre des Affaires étrangères dans le gouvernement Houphouët-Boigny XV, du 16 octobre 1989 au 7 novembre 1990